# Hilolombi
Hilolombi est le Dieu créateur dans la spiritualité du peuple Bassa.

## Création
Depuis l'origine des temps, les Bassa croient en une divinité suprême appelée Hilolombi dans le Mbog, tradition ancestrale du peuple bassa. Hilolombi signifie littéralement en langue Bassa « l'ancien des anciens » ou le superlatif des anciens. Le mot Hilolombi est aussi littéralement composé du mot Bassa Hilo qui veut dire « sommeil » et du mot Lombi qui veut dire « ancien » dans son sens premier. Hilolombi est donc littéralement un ancien qui sommeille en langue Bassa.
Dans la culture Bassa, Hilolombi est la dénomination la plus ancienne du terme de Dieu créateur. Mot sacré et non vulgarisé, le mot Hilolombi est le moins utilisé pour désigner le Dieu Tout Puissant.

## Mythologie
Dans un mythe du peuple bassa, il est relaté qu'au commencement des siècles, Hilolombi vivait avec les hommes et les guidait par des conseils sages sur le chemin de l'amour, de la justice et du respect mutuel. Mais l'homme a désobéi et a endurci son cœur. Révolté et déçu, Hilolombi a perdu sa patience et a disparu. Les hommes ne savent donc plus où Hilombi se trouve avec exactitude. Privé de protection divine, l'homme a été durement éprouvé et a compris les limites de son impertinence. En reconnaissant sa faiblesse, il se souvient de Hilolombi, de son Dieu autrefois méprisé qu'il recherche partout.
Au regard de la suprématie du terme, aucun Bassa n'a jamais porté le nom de Hilolombi.